# ジョルジュ・コサード
ジョルジュ・コサード（Georges Caussade, 1873年11月20日 モーリシャスのポートルイス  –  1936年8月5日 シャントルー＝レ＝ヴィーニュ）はフランスの音楽教育者・作曲家。

## 略歴
1905年よりパリ音楽院で対位法を、次いで1921年よりフーガを指導した。1931年に『和声論（Technique de l'harmonie）』（パリ、ルモワーヌ出版社）を上梓し、音楽理論の権威として認められる。作曲家でピアニストのシモーヌ・プレ（1897年-1986年）と結婚した。シモーヌ夫人も夫の後任教授として、1928年よりパリ音楽院でフーガを指導した。主要な門弟に、ガストン・リテーズやジョルジュ・ダンドロ、ジョルジュ・ユゴン、ジョルジュ・オーリック、マルセル・トゥルニエ、ウジェーヌ・ラピエール、ジャン・アラン、エルザ・バレーヌ、ジャンヌ・ルルーら。

## 主要作品一覧
- Selgar et Moina, drame lyrique
- La Légende de saint George[1]

## 註記
1. ↑  Qui êtes-vous ?, p.153,  1924
2. ↑  fiche, Conservatoire de Paris